# Pietro Raffone
Pietro Raffone, född 15 februari 1941 i Asti i Piemonte, Italien, är en italiensk-svensk arkitekt verksam i Göteborg.
Raffone är ledamot av Konstakademin och har varit ordförande i Svenska Arkitekters Riksförbund (SAR). Hans verk omfattar bland annat kulturhuset Blå Stället, Bohusläns museum, stadsplanering med om- och nybyggnader på Norra Älvstranden samt en stor mängd bostäder.

## Biografi
Raffone inledde sina gymnasiestudier 1958 med inriktning mot byggnadsplanering. Som gymnasist deltog han i bildandet av en gymnasieförening med inriktning på samhällsfrågor. I början av 1960-talet kom han till Sverige och 1963 anställdes han hos GAKO arkitektkontor i Göteborg under ledning av professor Lars Ågren. Han studerade sedan vid Chalmers tekniska högskola 1965–1969. Där bildade han en arbetsgrupp med syfte att diskutera befolkningsfrågor utifrån professor Georg Borgströms teorier om jordens begränsade resurser.
Han medverkade 1978 till bildandet av Arkitektlaget, ett kollektivt arkitektkontor där samhälls- och kulturfrågor blev tongivande. Stadsförnyelse av fem stadsdelar i Göteborg belönades med [Europa Nostra Arkitekturpris] och kulturbyggnader som Blå Stället och Bohusläns museum väckte positiv respons hos allmänheten och premierades med arkitekturpriser. 1992 grundade han Arkitekturkompaniet tillsammans med Bibbi Olsson. Verksamheten kom att präglas av förnyelse av nedlagda varv i Göteborg. I samarbete med Bengt Tengroth, VD för Eriksberg Förvaltnings AB, utformades strategier för stadsförnyelse. Kulturens betydelse för stadsförnyelse och identitet var därvid central.
1995–1997 var han ordförande för Svenska Arkitekters Riksförbund (SAR). Han var medlem av Stadsmiljörådet 1995–2000 och 1996 invaldes han till ledamot i Konstakademien.
Erfarenheterna från Norra Älvstranden i Göteborg efterfrågades i övriga Norden. Tävlingar, projekteringsuppdrag, resor, möten med myndigheter, intresseorganisationer och nya samarbetsformer präglade denna period. Han verkade bland annat i Åhus, Oslo, Helsingfors, Stockholm, Malmö, Helsingborg och Halmstad.
Arkitektbanan avrundades 2005 för att successivt ersättas av ett intensivt resande. Som medlem i ornitologiska expeditioner besökte han sju kontinenter. 2015–2020 blev en kreativ period då resedagböcker fick utgöra ramen för en serie utställningar om det nordiska landskapet.

## Bilder

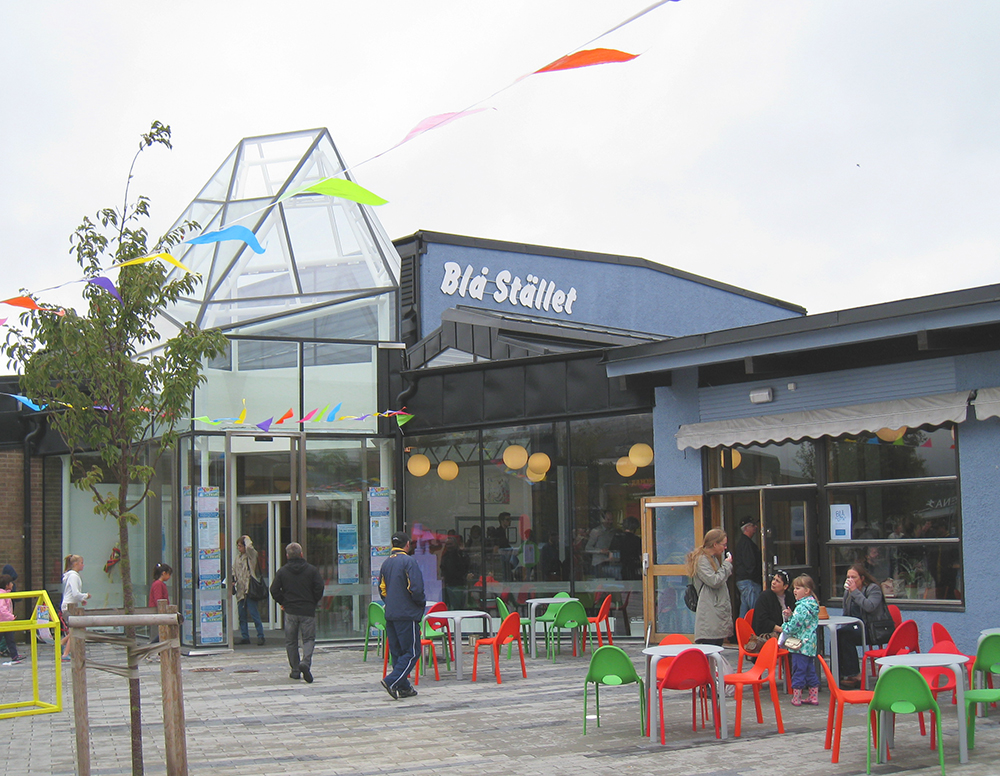
Blå stället
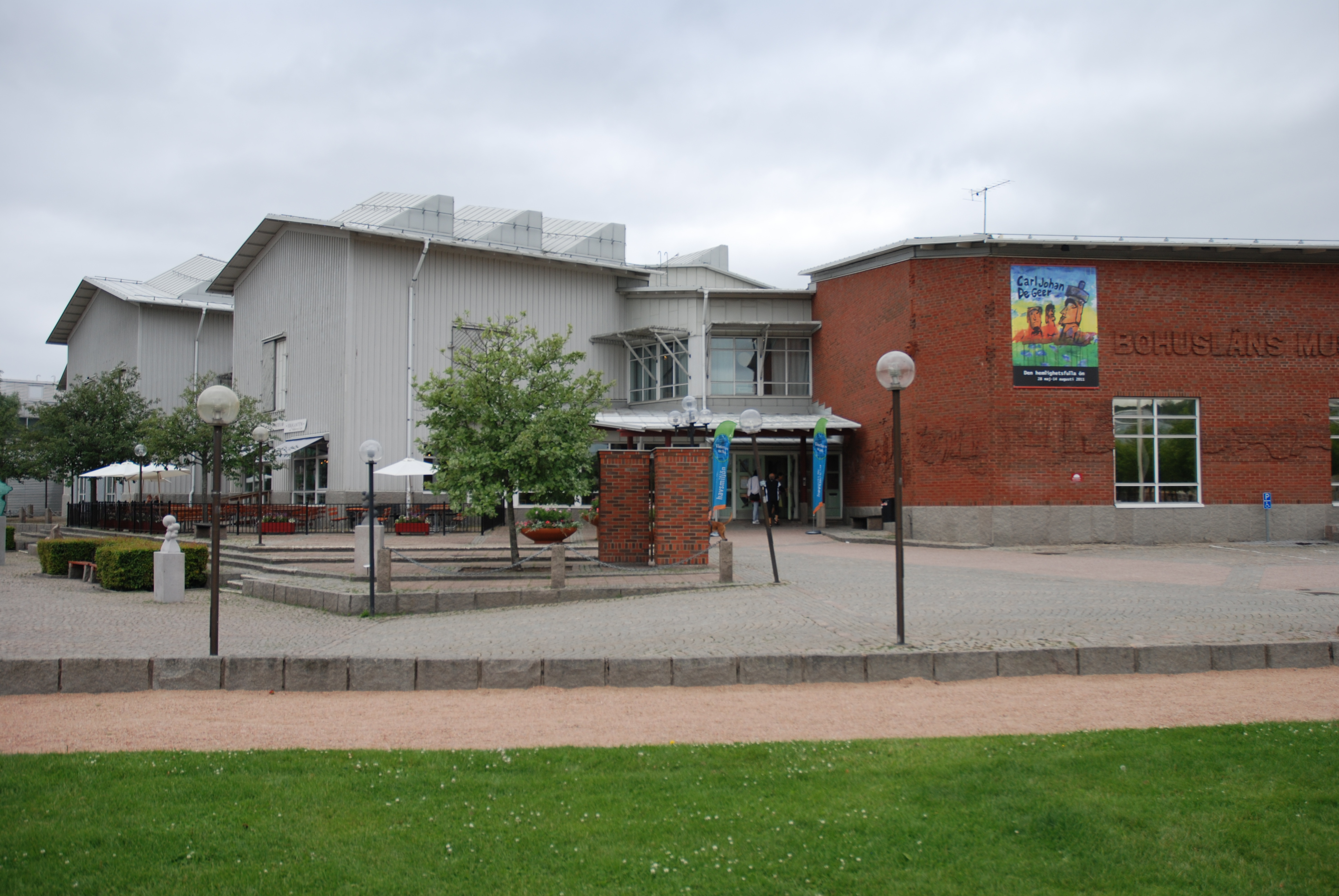
Bohusläns museum
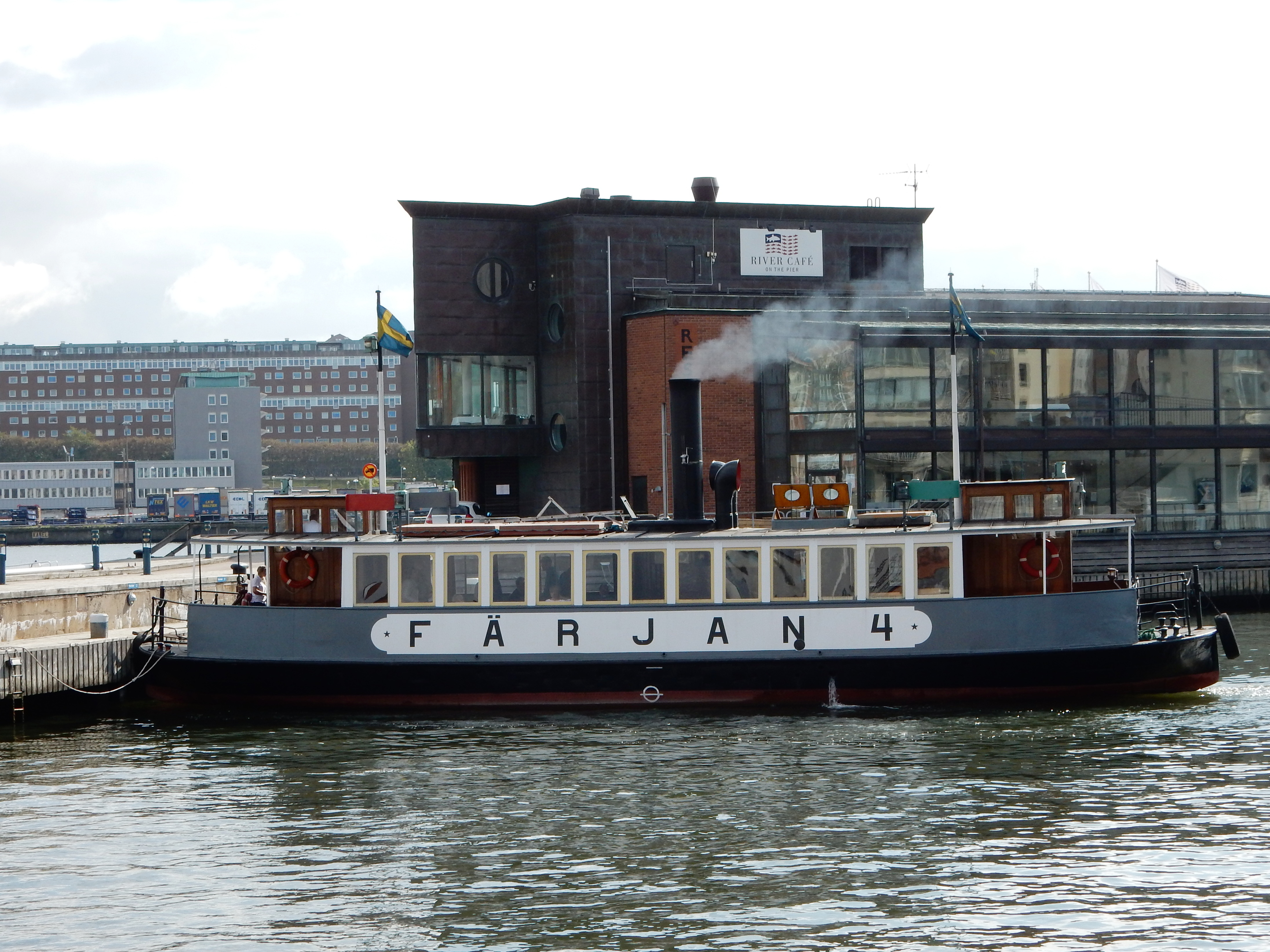
Restaurang vid Lindholmen